# 光の粒子説
光の粒子説（ひかりのりゅうしせつ、英: corpuscular theory of light, particle theory of light）とは、光の本質は粒子であると仮定すると説明が容易な多数の実験の存在を根拠にした仮説である。

## 概要
ニュートンが自身の講演や著書『プリンキピア』及び『光学』の中で17世紀頃に提唱した仮説で、光の持ついくつかの性質は、光が粒子であるとするとうまく説明できることから、光の本質は粒子であるとするものであり、少し前に提唱された、ホイヘンスによる光の波動説と対立するものであった。
19世紀に入ると様々な実験結果より、光は波動であるとする説が有力になり、粒子説はほとんど顧みられないようになった。
しかし、1887年にヘルツが波動説では説明の付かない光電効果を発見した事に加え、20世紀に入ると、1900年のプランクによるエネルギー量子仮説を用いた黒体輻射の説明や、1905年のアインシュタインによる「光量子仮説」による光電効果の説明及び1923年のコンプトンによるコンプトン散乱の説明など、粒子説の復活とも言えるような、「粒子的」な性質が次々と示された。最終的に光子（光量子）、更には「量子」という名で呼ばれることになった多くの粒子や波動は、粒子と波動の二重性を持つものである、と言う結論が量子力学によりもたらされた。
いわゆる隠れた変数理論の否定により、素朴な「粒子」が本質で、なんらかの理由でそこに波動性が見えている、というように考えることはできないが、いくつか提案のある確率過程量子化は、量子の確率的な振舞について確率過程として形式化するもので、粒子モデルと言えなくもない。

### 原論文
- Hertz, H.R. (June 1887). “Ueber einen Einfluss des ultravioletten Lichtes auf die electrische Entladung” (PDF). Annalen der Physik (Wiley-VCH) 267 (8):  983-1000. doi:10.1002/andp.18872670827. ISSN 0003-3804. LCCN 50-13519. OCLC 5854993.
- Planck, Max (October 1900). “On the Law of Distribution of Energy in the Normal Spectrum” (PDF). Annalen der Physik (Wiley-VCH) 4:  553 ff. ISSN 0003-3804. LCCN 50-13519. OCLC 5854993.  オリジナルの2011年10月6日時点におけるアーカイブ。.
- Planck, Max (October 19, 1900). “Ueber das Gesetz der Energieverteilung im Normalspectrum” (PDF). Annalen der Physik (Wiley-VCH) 309 (3):  553–563. doi:10.1002/andp.19013090310. ISSN 0003-3804. LCCN 50-13519. OCLC 5854993.
- Planck, M. (December 14, 1900). “Zur Theorie des Gesetzes der Energieverteilung im Normalspektrum” (PDF). Deutsche Physikalische Gesellschaft 2:  237-245.  オリジナルの2015年8月7日時点におけるアーカイブ。.
- Einstein, A. (March 17, 1905). “Über einen die Erzeugung und Verwandlung des Lichtes betreffenden heuristischen Gesichtspunkt” (PDF). Annalen der Physik. Ser. 4 (Wiley-VCH) 322 (6):  132–148. Bibcode: 1905AnP...322..132E. doi:10.1002/andp.19053220607. ISSN 0003-3804. LCCN 50-13519. OCLC 5854993.
- Compton, Arthur H. (December 13, 1922). “A Quantum Theory of the Scattering of X-rays by Light Elements” (PDF). Physical Review Series Ⅱ (American Physical Society) 21 (5):  483-502. doi:10.1103/PhysRev.21.483.
- Compton, Arthur H. (May 9, 1923). “The Spectrum of Scattered X-Rays” (PDF). Physical Review Series Ⅱ (American Physical Society) 22 (5):  409-413. doi:10.1103/PhysRev.22.409.

### 書籍
- 児玉帯刀「11.1. 光の本質」『光』（第8版）槇書店〈物理学要点シリーズ〉、1975年6月30日（原著1964年4月10日）、538-540頁。ASIN 4837502032。ISBN 978-4837502036。 NCID BN04358996。
- 櫛田孝司「1.2. 光物理学の歴史」『光物理学』（初版）共立出版〈共立物理学講座 (11)〉、1983年10月1日、3-9頁。ASIN 4320030370。ISBN 978-4320030374。 NCID BN00513088。OCLC 673182716。全国書誌番号:84005994。
- 『物理小事典』（第4版）三省堂、2008年（原著1994年4月）。ASIN 4385240167。ISBN 978-4385240169。 NCID BN10774805。OCLC 675375379。全国書誌番号:94041161。